# I-MSCP
Az i-MSCP (internet Multi Server Control Panel, magyarul: internet alapú Több Szerveres Vezérlő Panel) egy olyan nyílt forráskódú projekt, amelynek célja, hogy létrehozzon egy egyszerre több szerveren működni képes Control and Administration Panel rendszert. Bármelyik internetszolgáltató (angolul: Internet Service Provider, azaz ISP) számára használható.
A legutolsó kiadott stabil verzió: 1.4.3 (kódneve: Horner), melyet 2017. április 17-én adtak ki.

## Előzmények
Az i-MSCP az ispCP projektből vált ki. Az első kiadás (kiadási kódnév: Phoenix) majdnem megegyezett az ispCP rendszerrel a képességeit tekintve. Azóta számos új képességekkel bővült (jelenlegi stabil változat: Eagle) , többek között: Plugin-kezelő, Eseménykezelő, stb. Számos felhasználó és cég használja már jelenleg is szerte a világban, de legfőképp Németországban.

## Kulcsemberek
- Laurent Declercq (France) - projekt alapító / projekt vezető / vezető fejlesztő
- Glenn B. Jakobsen (Sweden) - logisztika, kiszolgáló (Kazi Network) Archiválva 2017. április 28-i dátummal a Wayback Machine-ben

## Licenc
Az i-MSCP jelenleg még kettős licencelésű. A kód nagyobb része az eredeti VHCS rendszerből származik (amely továbbra is az ispCP alapja), amire Mozilla Public License vonatkozik. Az új kódrészletek azonban már a GNU General Public License (V2) alatt kerülnek kiadásra. A jelenlegi (kettős licenc) helyzet megoldása végett folyik a teljes i-MSCP újraírása GPL2 licenc alatt.

## Jellemzők

### Disztribúciók
- Debian ≥ Jessie (8.0)
- Ubuntu bármelyik LTS verzió ≥ Trusty (14.04 LTS)

### Daemonok / Szolgáltatások
- Web szerver: Apache (ITK, Fcgi and FastCGI/PHP5-FPM), Nginx
- Name szerver: BIND9
- MTA (Mail Transport Agent): Postfix
- MDA (Mail Delivery Agent): Courier, Dovecot
- Adatbázis: MySQL, MariaDB, Percona
- FTP szerver: ProFTPD, vsftpd
- Webstatisztika: AWStats

### Kiegészítők (Addons)
- phpMyAdmin
- Pydio, formerly AjaXplorer
- Net2ftp
- Roundcube
- Rainloop

### Bővítmények (Plugins)
A bővítmények listájáért keresse fel az i-MSCP bővítménytárát: i-MSCP bővítménytár

## Hasonló rendszerek
- cPanel
- Hosting Controller
- ISPConfig
- ispCP (Dead project)
- SysCP
- Virtualmin

## Külső hivatkozások
- i-mscp.net
- i-MSCP Demo Archiválva 2014. október 29-i dátummal a Wayback Machine-ben